# Калінець Ерік Ярославович
Ерік Ярославович Калінець (нар. 15 грудня 2006, с. Баранинці, Ужгородський район, Україна) — український футболіст, лівий захисник львівського «Руху».

## Клубна кар'єра
Народився в селі с. Баранинці Ужгородського району. Виованець ДЮСШ «Зінедін» (Баранинці), у складі якого виступав в юнацькому чемпіонаті Закарпатської області та ДЮФЛУ. В останньому з вище вказаних турнірів виступав також за «АФУРР-Минай» та «Минай». У сезоні 2022/23 років виступав за «Минай» в юнацькому чемпіонаті України. Наступного сезону опинився в СХІ «Ужгород», який грав у ДЮФЛУ. Саме у складі ужгородців дебютував у дорослому футболі, у 2023 році провів 2 поєдинки в аматорському кубку України.
19 липня 2024 року підписав контракт з «Рухом». Сезон 2024/25 років розпочав у складі команди U-19, яка виступала в юнацькому чемпіонаті України. За годовну команду львів'ян дебютував 29 березня 2025 року в програному (0:2) домашньому поєдинку 22-го туру Прем'єр-ліги України проти київського «Динамо». Ерік вийшов на поле на 86-й хвилині замість Віталія Романа.

## Кар'єра в збірній
На початку жовтня 2024 року отримав запрошення до юнацької збірної України (U-19) для участі в товариському турнірі 4-х команд. Дебютував на вище вказаному турнірі 11 жовтня 2024 року в програному (0:1) поєдинку проти юнацької збірної Нідерландів (U-18). Калінець вийшов на поле на 73-й хвилині замість Максима Коробова. Загалом на турнірі 4-х виходив на поле в обох поєдинках, але не зміг допомогти українцям посісти останнє місце у турнірі.